# Bongokuhle Hlongwane
Bongokuhle Hlongwane (Pietermaritzburg, 20 giugno 2000) è un calciatore sudafricano, attaccante del Minnesota Utd e della nazionale sudafricana.

## Carriera

### Club
Cresciuto nelle giovanili del Durban City, ha mosso i primi passi da professionista con questo club, che ha lasciato il 5 gennaio 2022 per accasarsi negli Stati Uniti al Minnesota Utd.

### Nazionale
Debutta con la nazionale sudafricana il 28 luglio 2019 in occasione dell'incontro del Campionato delle nazioni africane perso 3-2 contro il Lesotho.

## Statistiche

### Cronologia presenze e reti in nazionale
| Cronologia completa delle presenze e delle reti in nazionale ― Sudafrica | Cronologia completa delle presenze e delle reti in nazionale ― Sudafrica | Cronologia completa delle presenze e delle reti in nazionale ― Sudafrica | Cronologia completa delle presenze e delle reti in nazionale ― Sudafrica | Cronologia completa delle presenze e delle reti in nazionale ― Sudafrica | Cronologia completa delle presenze e delle reti in nazionale ― Sudafrica | Cronologia completa delle presenze e delle reti in nazionale ― Sudafrica | Cronologia completa delle presenze e delle reti in nazionale ― Sudafrica |
| Data                                                                     | Città                                                                    | In casa                                                                  | Risultato                                                                | Ospiti                                                                   | Competizione                                                             | Reti                                                                     | Note                                                                     |
| ------------------------------------------------------------------------ | ------------------------------------------------------------------------ | ------------------------------------------------------------------------ | ------------------------------------------------------------------------ | ------------------------------------------------------------------------ | ------------------------------------------------------------------------ | ------------------------------------------------------------------------ | ------------------------------------------------------------------------ |
| 28-7-2019                                                                | Maseru                                                                   | Lesotho                                                                  | 3 – 2                                                                    | Sudafrica                                                                | Campionato delle nazioni africane 2020                                   | -                                                                        | 39’                                                                      |
| 10-6-2021                                                                | Soweto                                                                   | Sudafrica                                                                | 3 – 2                                                                    | Uganda                                                                   | Amichevole                                                               | 1                                                                        | 81’                                                                      |
| 3-9-2021                                                                 | Harare                                                                   | Zimbabwe                                                                 | 0 – 0                                                                    | Sudafrica                                                                | Qual. Mondiali 2022                                                      | -                                                                        | 46’                                                                      |
| 6-9-2021                                                                 | Johannesburg                                                             | Sudafrica                                                                | 1 – 0                                                                    | Ghana                                                                    | Qual. Mondiali 2022                                                      | 1                                                                        | 84’                                                                      |
| 9-10-2021                                                                | Bahir Dar                                                                | Etiopia                                                                  | 1 – 3                                                                    | Sudafrica                                                                | Qual. Mondiali 2022                                                      | -                                                                        |                                                                          |
| 12-10-2021                                                               | Johannesburg                                                             | Sudafrica                                                                | 1 – 0                                                                    | Etiopia                                                                  | Qual. Mondiali 2022                                                      | -                                                                        |                                                                          |
| 11-11-2021                                                               | Johannesburg                                                             | Sudafrica                                                                | 1 – 0                                                                    | Zimbabwe                                                                 | Qual. Mondiali 2022                                                      | -                                                                        |                                                                          |
| 14-11-2021                                                               | Cape Coast                                                               | Ghana                                                                    | 1 – 0                                                                    | Sudafrica                                                                | Qual. Mondiali 2022                                                      | -                                                                        |                                                                          |
| 29-3-2022                                                                | Villeneuve d'Ascq                                                        | Francia                                                                  | 5 – 0                                                                    | Sudafrica                                                                | Amichevole                                                               | -                                                                        | 66’                                                                      |
| 9-6-2022                                                                 | Rabat                                                                    | Marocco                                                                  | 2 – 1                                                                    | Sudafrica                                                                | Qual. Coppa d'Africa 2023                                                | -                                                                        | 90+1’                                                                    |
| 17-11-2022                                                               | Mbombela                                                                 | Sudafrica                                                                | 2 – 1                                                                    | Mozambico                                                                | Amichevole                                                               | 2                                                                        | 69’                                                                      |
| 20-11-2022                                                               | Mbombela                                                                 | Sudafrica                                                                | 1 – 1                                                                    | Angola                                                                   | Amichevole                                                               | -                                                                        | 56’                                                                      |
| 24-3-2023                                                                | Soweto                                                                   | Sudafrica                                                                | 2 – 2                                                                    | Liberia                                                                  | Qual. Coppa d'Africa 2023                                                | -                                                                        | 70’                                                                      |
| 28-3-2023                                                                | Monrovia                                                                 | Liberia                                                                  | 1 – 2                                                                    | Sudafrica                                                                | Qual. Coppa d'Africa 2023                                                | -                                                                        | 63’                                                                      |
| 17-6-2023                                                                | Durban                                                                   | Sudafrica                                                                | 2 – 1                                                                    | Marocco                                                                  | Qual. Coppa d'Africa 2023                                                | -                                                                        | 77’                                                                      |
| 13-10-2023                                                               | Soweto                                                                   | Sudafrica                                                                | 0 – 0                                                                    | eSwatini                                                                 | Amichevole                                                               | -                                                                        | 46’                                                                      |
| 17-10-2023                                                               | Abidjan                                                                  | Costa d'Avorio                                                           | 1 – 1                                                                    | Sudafrica                                                                | Amichevole                                                               | -                                                                        | 83’                                                                      |
| 18-11-2023                                                               | Durban                                                                   | Sudafrica                                                                | 2 – 1                                                                    | Benin                                                                    | Qual. Mondiali 2026                                                      | -                                                                        | 80’                                                                      |
| Totale                                                                   |                                                                          | Presenze                                                                 | 18                                                                       |                                                                          | Reti                                                                     | 4                                                                        |                                                                          |